# Dracophilus
A Dracophilus a szegfűvirágúak (Caryophyllales) rendjébe, ezen belül a kristályvirágfélék (Aizoaceae) családjába tartozó nemzetség.

## Előfordulásuk
A Dracophilus-fajok természetes körülmények között kizárólag a Dél-afrikai Köztársaságban és Namíbiában találhatók meg.

## Rendszerezés
A nemzetségbe az alábbi 2 faj tartozik:
- Dracophilus dealbatus (N.E.Br.) Walgate
- Dracophilus delaetianus (Dinter) Dinter & Schwantes - típusfaj